# Euripus robustus

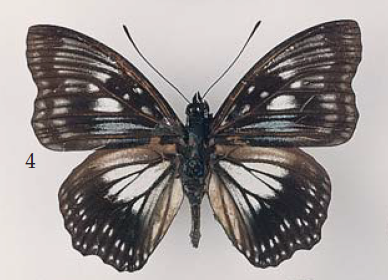
Euripus robustus Wallace

Euripus robustus is een vlinder uit de familie van de Nymphalidae. De wetenschappelijke naam van de soort is voor het eerst geldig gepubliceerd in 1869 door Alfred Russel Wallace.